# Jarosław Bauc
Jarosław Bauc (ur. 1 grudnia 1957 w Łodzi) – polski polityk, ekonomista i menedżer, minister finansów w latach 2000–2001.

## Życiorys
Ukończył Technikum Mechaniczne Nr 3 w Łodzi (1977) oraz studia na Wydziale Ekonomiczno-Socjologicznym Uniwersytetu Łódzkiego (1982). W 1991 uzyskał stopień naukowy doktora na podstawie pracy zatytułowanej Systemy alokacji w gospodarce centralnie planowanej. Absolwent University of Windsor w Ontario w Kanadzie, odbył też w 1990 kursy z zakresu makroekonomii, mikroekonomii i finansów w London School of Economics, a w 1991 na Uniwersytecie Wiedeńskim.
W 1995 był konsultantem Banku Narodowego Estonii. W 1996 pracował jako doradca ministra finansów Mongolii, współtworząc reformę mongolskiego systemu podatkowego. W 1997 został doradcą ministra finansów Rumunii. W 1999 przewodniczył Radzie Banku PKO BP S.A.
Od 10 stycznia 1998 do 8 czerwca 2000 zajmował stanowisko sekretarza stanu w ministerstwie finansów. W okresie od 8 czerwca 2000 do 28 sierpnia 2001 pełnił urząd ministra finansów w rządzie Jerzego Buzka.
Od 2002 do 2004 sprawował funkcję prezesa zarządu Powszechnego Towarzystwa Emerytalnego „Skarbiec-Emerytura”. Od 1 lutego 2006 zajmował stanowisko prezesa zarządu i dyrektora generalnego spółki akcyjnej Polkomtel, operatora telefonii komórkowej Plus, kontrolowanego przez spółki z udziałem Skarbu Państwa. Został odwołany 3 lipca 2007 i zastąpiony przez Adama Glapińskiego. W maju 2008 powrócił na to stanowisko. 28 marca 2012 złożył rezygnację z tego stanowiska. 26 lipca 2013 został powołany na stanowisko wiceprezesa zarządu spółki giełdowej Hawe, 30 grudnia 2013 objął funkcję wiceprezesa zarządu ds. finansowych Polskiego Górnictwa Naftowego i Gazownictwa.
W lipcu 2010 zasiadł w radzie nadzorczej BNP Paribas Banku Polska, od sierpnia tegoż roku pełnił funkcję wiceprzewodniczącego tej rady. We wrześniu 2014 powołany do rady nadzorczej Banku BGŻ BNP Paribas Polska. 11 grudnia 2015 odwołany ze stanowiska członka zarządu PGNiG. W radzie nadzorczej BNP Paribas Banku Polska zasiadał do lipca 2024.